# Zeche Wiendahlsbank
Die Zeche Wiendahlsbank war ein Steinkohlebergwerk in Kruckel und Rüdinghausen.

## Geschichte

### Die Anfänge
Am 8. September des Jahres 1768 wurde die Mutung auf die Wiendahlsbänke, bestehend aus drei Flözen, eingelegt. Für jedes der drei Flöze wurde die Verleihung einer Fundgrube zuzüglich 20 Maaßen begehrt. Die Mutung wurde unter dem Namen Wiendahlsbank und Erbstollen eingelegt. Als Muter traten auf Johann Friedrich Lueg und Camerarius Wiendahl. Jeder der beiden Muter war zu gleichen Teilen an dem gemuteten Feld beteiligt. Zusätzlich beantragten die beiden Gewerken die Belehnung. Die Gewerken beabsichtigten, einen tiefen Stollen anzulegen, und beantragten zusätzlich auch das Erbstollenrecht für den geplanten Stollen. Das Bergamt beauftragte die beiden Geschworenen Brenner und Heintzmann mit der Inaugenscheinnahme. Da in dem Bereich des Grubenfeldes bereits von der Johannes Erbstollen aufgefahren wurde, wurde das Erbstollenrecht für den geplanten tiefen Stollen nicht verliehen.

### Die weiteren Jahre
Am 18. April des Jahres 1771 waren als Gewerken Johann Friedrich Lueg, Camerarius Wiendahl, der Schulmeister Sturmfeld und Caspar Henrich Dulmann in die Unterlagen des Bergamtes eingetragen. Die Gewerken hatten eine unterschiedlich hohe Anzahl an Kuxen.  Das Bergwerk war zu diesem Zeitpunkt in Betrieb, es waren zwei Flöze in Verhieb. Allerdings war das Bergwerk bis zu diesem Zeitpunkt noch nicht vermessen worden. Da nach Auffassung der Behörde das Bergwerk aus zwei Kohlenbänken bestand und nur von einer Bank die Rezeßgelder bezahlt worden waren, war auch noch keine Belehnung erteilt worden. Im Jahr 1774 wurde das Längenfeld Wiendahlsbank verliehen. Das Feld wurde durch den Johannes Erbstollen gelöst. Zu dieser Zeit wurde im Brunebecketal westlich von Kruckel Stollenbau betrieben, gebaut wurde bis ins Ardeygebirge. Im Jahr 1798 war das Bergwerk noch in Betrieb, danach wurde es fast 40 Jahre nicht mehr in den Unterlagen erwähnt. Am 11. März des Jahres 1836 wurde ein Längenfeld verliehen. Im Jahr 1842 war das Bergwerk in Betrieb, mit 12 Beschäftigten wurden 2377 Scheffel Steinkohle gefördert. Am 24. September des Jahres 1850 konsolidierte die Zeche Wiendahlsbank mit den Geviertfeldern Wiendahlsbank Nr. 4, Güldener Mond, Rosalie und Westermannsbank unter zur Zeche Vereinigte Wiendahlsbank.